# Avã

Localização exata de Avã em Elão na Idade do Bronze.

Avã era uma antiga cidade e região de Elão, sendo proeminente ao longo da história da Mesopotâmia e especialmente na segunda metade do terceiro milênio a.C.. Embora estivesse situada perto de Susã, no sudoeste do Irã, sua localização exata é desconhecida. Uma coalizão de quatro governantes do sudoeste da Pérsia, liderada por algum rei de Avã, forneceu vigorosa resistência às campanhas orientais do rei Sargão da Acádia (r. 2270–2215 a.C.). A coalizão foi finalmente derrotada, no entanto, e talvez tenha sido nessa época que o centro do poder elamita foi transferido de Avã para Susã.